# فرانك ستروم
فرانك ستروم (بالسويدية: Frank Ström)‏ هو لاعب كرة يد سويدي في مركز حارس مرمى ‏، ولد في 13 يونيو 1947.

## وصلات خارجية
- فرانك ستروم على موقع أوليمبيديا (الإنجليزية)
- فرانك ستروم على موقع اللجنة الأولمبية السويدية (السويدية)